# Mattias Elm
Mattias Lars Roland Elm, född 12 juni 1969 i Urshult, Tingsryds kommun, är en svensk före detta professionell ishockeymålvakt. Hans moderklubb var Tingsryds AIF och han har även spelat i Linköping HC.